# Bob Messini
Bob Messini, all'anagrafe Roberto Messini (Bologna, 30 dicembre 1962), è un attore e cabarettista italiano.

## Biografia
Attore principalmente di teatro, esordisce nel cinema nel 1983 con il film Una gita scolastica di Pupi Avati; in seguito diventa componente, assieme a Marcello Foschini e Roberto Onofri, del Trioreno, trio comico-cabarettistico con il quale partecipa a diverse trasmissioni televisive come Drive In. Successivamente, sciolto il trio, partecipa a Quelli che il calcio. Partecipa successivamente ancora come attore a pellicole come Caterina va in città (2003), Tutta la vita davanti (2008) di Paolo Virzì e Gli amici del bar Margherita di Pupi Avati (2009).
Ha partecipato alla serie televisiva L'ispettore Coliandro, interpretando due ruoli diversi, in un episodio del 2009 e in uno del 2016.

## Filmografia

### Cinema
- Una gita scolastica, regia di Pupi Avati (1983)
- Le mani forti, regia di Franco Bernini (1997)
- L'estate di Davide, regia di Carlo Mazzacurati (1998)
- Asini, regia di Antonello Grimaldi (1999)
- Se fossi in te, regia di Giulio Manfredonia (2001)
- Il cuore altrove, regia di Pupi Avati (2003)
- Caterina va in città, regia di Paolo Virzì (2003)
- L'amore ritorna, regia di Sergio Rubini (2004)
- Bianco e nero, regia di Cristina Comencini (2008)
- Tutta la vita davanti, regia di Paolo Virzì (2008)
- Gli amici del bar Margherita, regia di Pupi Avati (2009)
- Questione di cuore , regia di Francesca Archibugi (2009)
- Bar Sport, regia di Massimo Martelli (2011)
- Il cuore grande delle ragazze, regia di Pupi Avati (2011)
- Tutto tutto niente niente, regia di Giulio Manfredonia (2012)
- Mi rifaccio vivo, regia di Sergio Rubini (2013)
- Regalo a sorpresa, regia di Fabrizio Casini (2013)
- L'ultima ruota del carro, regia di Giovanni Veronesi (2013)
- Third Person, regia di Paul Haggis (2013)
- Crushed Lives - Il sesso dopo i figli, regia di Alessandro Colizzi (2014)
- Tiramisù, regia di Fabio De Luigi (2016)
- La linea gialla, regia di Francesco Conversano (2015)
- La pazza gioia, regia di Paolo Virzì (2016)
- Luigo, regia di Stefano Usardi (2017)[1]
- Ti presento Sofia, regia di Guido Chiesa (2018)
- Senza età, regia di Stefano Usardi (2023)

### Televisione
- Camera Café – sitcom, 2 episodi (2004, 2012)
- Quo vadis, baby?, regia di Guido Chiesa – miniserie TV (2008)
- L'ispettore Coliandro – serie TV, episodi 2x02-5x03 (2009, 2016)
- Un medico in famiglia – serie TV, episodio 6x26 (2009)
- Il bambino cattivo, regia di Pupi Avati – film TV (2013)
- Non uccidere – serie TV, episodio 2x09 (2017)
- I ragazzi dello Zecchino d'Oro, regia di Ambrogio Lo Giudice – film TV (2019)

## Programmi TV
- Drive In (1987-1988)
- Fate il vostro gioco (1989)
- Europa Europa (1989-1990)
- Roxy Bar (1993)
- Galagoal (1994-1995)
- Facciamo cabaret (1997-1998)
- Quelli che il calcio (1999-2000)
- Convenscion (2011)
- Colorado cafè - col Trioreno (2008)

## Radio
- Caterpillar (Rai Radio 2, 1997-2000)